# (293) Brasilia
(293) Brasília és un asteroide pertanyent al cinturó d'asteroides descobert el 20 de maig de 1890 per Auguste Honoré Charlois des de l'observatori de Niça, França.
Està nomenat així per Brasil, el país de Sud-amèrica.